# Palau de la Música Catalana (álbum)
Palau de la Música Catalana es el segundo álbum de la cantante española Beth, el primero en directo después de su debut Otra realidad. En él se recoge una de las dos actuaciones que la catalana realizó los días 26 y 27 de febrero de 2004 en el Palacio de la Música Catalana de la ciudad condal. Durante el concierto, Beth cantó canciones de su primer álbum, todas ellas en castellano, como «Hoy», «Otra realidad», «Vuelvo a por ti» o «Estás». Pero también se atrevió a versionar temas en inglés de cantantes como Stevie Wonder, Alanis Morissette y Ben Harper, todos ellos grandes ídolos de la joven de Suria. El concierto finaliza con dos canciones en catalán, «Pol petit» y «Boig per tu».
El disco incluye un DVD en el que puede verse el concierto completo. Palau de la Música Catalana sólo se promocionó con un único sencillo, la versión en directo de «La luz», canción que pertenece a Otra realidad. El disco entró en el puesto 50 de los cien álbumes más vendidos en España.

## Lista de canciones
Cd1

| N.º | Título                       | Duración |  |
| 1.  | «Cabalgando»                 | 1:00     |  |
| 2.  | «Strength, courage & wisdom» | 4:41     |  |
| 3.  | «Hoy»                        | 4:35     |  |
| 4.  | «Drive»                      | 3:54     |  |
| 5.  | «Otra realidad»              | 3:37     |  |
| 6.  | «Walk away»                  | 3:58     |  |
| 7.  | «Vuelvo a por ti»            | 3:50     |  |
| 8.  | «Head over feet»             | 4:39     |  |
| 9.  | «Lately»                     | 4:56     |  |
| 10. | «La luz»                     | 3:19     |  |
| 11. | «Stay (Washing time)»        | 5:20     |  |

Cd2

| N.º | Título                | Duración |  |
| 1.  | «No woman no cry»     | 6:46     |  |
| 2.  | «Parando el tiempo»   | 3:34     |  |
| 3.  | «Message in a bottle» | 2:49     |  |
| 4.  | «Roxanne»             | 3:13     |  |
| 5.  | «Every breath U take» | 3:29     |  |
| 6.  | «Eclipse»             | 8:21     |  |
| 7.  | «Eleanor Rigby»       | 4:05     |  |
| 8.  | «Pol petit»           | 2:51     |  |
| 9.  | «Estás»               | 4:43     |  |
| 10. | «Boig per tú»         | 2:25     |  |

## Posiciones y certificaciones

### Semanales
| País   | Ranking         | Primera semana | Posición de ingreso | Mejor posición | Semanas en la mejor posición | Semanas en el ranking | Última semana |
| ------ | --------------- | -------------- | ------------------- | -------------- | ---------------------------- | --------------------- | ------------- |
| Europa |                 |                |                     |                |                              |                       |               |
| España | Top 100 álbumes | -              | 50                  | -              | -                            | -                     | -             |

### Copias y certificaciones
| País   | Proveedor  | Año | Certificación | Copias certificadas (según IFPI) |
| Europa |            |     |               |                                  |
| España | Promusicae | -   | -             | -                                |